# Mateus Garcia Borges
Mateus Garcia Borges (Ribeirão Preto, São Paulo, 25 de junio de 1983) es un futbolista brasileño. A partir de 2016 jugó en el Esporte Clube Taubaté del Campeonato Paulista Serie A2 de Brasil. 

## Clubes
| Club                     | País     | Año       |
| ------------------------ | -------- | --------- |
| São Caetano              | Brasil   | 2004      |
| EC Vitória               | Brasil   | 2005      |
| Clube Náutico            | Brasil   | 2006      |
| Sertãozinho FC           | Brasil   | 2006      |
| Grêmio Anápolis          | Brasil   | 2007      |
| Estrela da Amadora       | Portugal | 2007-2008 |
| Vitória Setúbal          | Portugal | 2008-2010 |
| AE Canadense             | Brasil   | 2010      |
| Goiás Esporte Clube      | Brasil   | 2010      |
| Vila Nova Futebol Clube  | Brasil   | 2010-2011 |
| Sporting Clube Olhanense | Portugal | 2011-2012 |
| Clube Atlético Sorocaba  | Brasil   | 2013      |
| Esporte Clube Pelotas    | Brasil   | 2014      |
| Comercial Futebol Clube  | Brasil   | 2014-2015 |
| Esporte Clube Taubaté    | Brasil   | 2016      |